# Hard (Rihanna)
"Hard" pjesma je barbadoške pjevačice Rihanne i repera Jeezy-ja. Objavljena je kao drugi singl s njenog četvrtog studijskog albuma Rated R, 2. studenog 2009. u izdanju diskografske kuće Def Jam.

## O pjesmi
Pjesmu je napisao i producirao The-Dream, a pomoćni producent bio je Tricky Stewart.
Mislilo se da će "Wait Your Turn" biti drugi singl s albuma, ali Ryan Seacrest rekao je da je "Wait Your Turn" samo promotivni singl za album, a da će "Hard" biti drugi službeni singl. Pjesma ima dobu za zabave, i Rihanna i gostujući Young Jeezy nisu se sramili diskutirati o svojem elitnom statusu.  Producent pjesme, The-Dream, rekao je: "'Hard', želim da ta pjesma objašnjava samu sebe. Više od stvari koju sam napisao — ipak sam je za današnji dan ja napisao — pokušao sam naći u ljudima gdje idu ili što će reći. Onda smo to stavili u pjesmu."
Pjesma je objavljena na radiju 2. studenog 2009. godine. "Hard" sadrži isječke iz pjesme "Can You Feel It" od The Jacksons.
8. studenog 2009. godine na Jay Z-jevom koncertu u UCLA Pauley Pavilion, Rihanna je pjevala "Hard" prvi put u javnosti.

### Uspjeh na top ljestvicama
27. studenog 2009. godine, "Hard" je debitirao na top ljestvici Billboard Hot 100 na 80. mjestu. Sljedećeg tjedna, 4. prosinca 2009. napravila je veliki skok od 61 mjesta na 19. mjesto, zbog izdanja albuma i jakog digitalnog downloada, i tako postala Rihannin 16. hit na jednom od prvih 20 mjesta prošlog desetljeća. U dva sljedeća tjedna pjesma je pala prvo na 20., pa na 21. mjesto, a onda je skočila na 11. mjesto zbog jakog radijskog airplaya i digitalnih downloada, onda je pala na 18. mjesto pa se popela na 9., tako postala Rihannin uzastopni hit na jendom od prvih 10 mjesta s albuma Rated R, i njen 13. top 10 singl i 16. top 20 hit u ovom desetljeću, a onda dospjela je na 8. mjesto.
"Hard" debitirala je na kanadskoj ljestvici Canadian Hot 100 na 15. mjesto, pa se uspela na 14. mjesto. Također, debitirala je na 51. mjesto na australskoj ARIA ljestvici. U Australiji "Rude Boy" objavljena je kao singl samo dva tjedna nakon objavljivanja pjesme "Hard", tako da "Hard" nije imala šanse da dobije airplay i dospije na ljestvice. Također, australske radijske postaje nisu mogle dodati pjesmu ranije, jer je pjesma "Russian Roulette" bila tek objavljena kao singl. Na novozelandskoj ljestvici "Hard" debitirala je na 35. mjestu. Također, dospjela je na 44. mjesto na irskoj top ljestvici Irish Singles Chart 15. siječnja 2010. iako nikad nije objavljen akao singl u toj državi, i onda se popela na 33. mjesto sljedećeg tjedna i postala Rihannin 14. singl na jednom od prvih 40 mjesta te ljestvice.
"Hard" debitirala je na 55. mjesto britanske ljestvice UK Singles Chart i 17. na R&B ljestvici UK R&B Chart 17. siječnja 2010. samo zbog digitalnog preuzimanja. Sljedećeg tjedna popela se na 42. mjesto ljestvice singlova i 14. R&B ljestvice.

## Videospot
Rihanna je snimala spot 2. i 3. prosinca 2009. godine. Snimljen je pod redateljskom palicom Meline. Rihanna je za MTV News rekla: 
Premijera spota desila se na MTV-ju, VH1 i Rihanninoj službenoj web stranici 17. prosinca 2009. godine u 1 h po istočnom i 21 h po europskom vremenu.

## Top ljestvice
| Top ljestvica (2009)                | Najviša pozicija |
| ----------------------------------- | ---------------- |
| Australija                          | 51               |
| Kanada                              | 9                |
| Češka                               | 44               |
| Irska                               | 33               |
| Japan                               | 82               |
| Novi Zeland                         | 15               |
| Slovačka                            | 21               |
| Švedska                             | 26               |
| Ujedinjeno Kraljevstvo              | 42               |
| Ujedinjeno Kraljevstvo (R&B)        | 14               |
| SAD Billboard Hot 100               | 8                |
| SAD Billboard Hot Dance Club Songs  | 1                |
| SAD Billboard Hot R&B/Hip-Hop Songs | 14               |

## Povijest objavljivanja
| Država | Datum              | Format                 | Izdavač |
| ------ | ------------------ | ---------------------- | ------- |
| SAD    | 2. studenog 2009.  | Radijska premijera     | Def Jam |
| SAD    | 10. studenog 2009. | Rhythmic i Urban Radio | Def Jam |
| SAD    | 23. studenog 2009. | Radijski Top 40        | Def Jam |
| SAD    | 23. studenog 2009. | Digitalni download     | Def Jam |